# Переяславські статті (1659)
Перея́славські статті́ — козацько-московська міждержавна угода, укладена 17 жовтня 1659 року в Переяславі. Статті означали розрив Гадяцької угоди 1658 року з Річчю Посполитою й суттєво звужували автономію козацької України в складі Московської держави. Підписані гетьманом Юрієм Хмельницьким та представниками московського уряду на чолі з князем Олексієм Трубецьким.

## Передумови
Після скинення Івана Виговського молодий новообраний гетьман Юрій Хмельницький вислав посольство до московського воєводи Олексія Трубецького. Посольство, очолюване Петром Дорошенком, привезло проєкт договору, в яких визначалися принципи союзу з Московією. Цей проєкт отримав назву Жердівські статті. Вони базувалися на Березневих статтях 1654 року з певними модифікаціями. Зокрема, козацька сторона пропонувала:
- скасувати московські гарнізони в українських містах, окрім Києва, як при Богдані Хмельницькому.
- підпорядкувати гетьманові усі московські війська, що надсилалися в Україну.
- заборонити контакти московського уряду зі старшиною, оминаючи гетьмана.
- допустити, щоб у всіх зовнішніх переговорах, дотичних інтересів Війська Запорозького, були присутні козацькі посли з правом голосу.

Трубецькой прийняв посольство, але запросив Хмельницького на особисті переговори. Гетьман побоювався пастки, однак, урешті-решт, поїхав до Переяслава із малим супроводом. 27 жовтня 1659 року, в Переяславі, Трубецькой організував Генеральну військову раду. На ній були відсутні правобережні полковники, а основну масу становила старшина промосковської орієнтації з Лівобережжя. Сама рада проходила в оточенні 40-тисячного московського війська. На раді Хмельницького знову обрали гетьманом, після чого Трубецькой змусив підписати його сфальсифікований московською стороною текст Березневих статей 1654 року. Пізніше цей довільно редагований текст увійде до Зводу законів Російської імперії під назвою «Статей Богдана Хмельницького».
Скасовувалися компанійські полки гетьман позбавлявся права знімати старшину з посади без вироку військового суду або згоди старшини

## Зміст
Переяславські статті складалися з 19 пунктів. Всупереч сподіванням козацької сторони, вони містили ряд суворих обмежень самоврядування. Документ мав на меті зміцнити позиції Московії в Україні. Статті передбачали:
- Заборону козакам самостійно переобирати гетьмана без дозволу царя.
- Обов'язкове затвердження кандидатури гетьмана московським урядом.
- Заборону гетьману здійснювати дипломатичні відносини з іноземними державами.
- Заборону козакам самостійно вступати у війну або надавати третій стороні військову допомогу.
- Обов'язок гетьмана посилати військо на перший виклик царя.
- Заборону гетьману призначати й усувати полковників без згоди царя. Правове врегулювання категорій осіб, котрі могли займати полковницький уряд.
- Розквартирування московських гарнізонів і воєвод в Переяславі, Ніжині, Брацлаві та Умані за кошти українського населення.
- Підпорядкування Київської митрополії Московському патріарху; заборона приймати посвяту від Константинопольського патріарха.

Крім цього статті передбачали видачу Москві усієї родини Виговського, котрого царський уряд вважав зрадником.

## Наслідки
Обранням Юрія Хмельницького гетьманом і підписанням Переяславських статей закінчилася московсько-українська війна (1658—1659) рр.
Восени 1660 Ю. Хмельницький розірвав воєнно-політичний союз із московським царем і уклав новий договір з Річчю Посполитою — Слободищенський трактат.